# Panische Zeiten
Panische Zeiten ist ein deutscher Spielfilm aus dem Jahr 1980 mit Udo Lindenberg in einer Doppelrolle. Lindenberg produzierte, schrieb und inszenierte das Werk. Außerdem schrieb er die Musik und spielte beide Hauptrollen. Der Streifen zitierte bekannte Filmklischees und zielte dabei auf ein jugendliches Publikum ab.
Viele bekannte Schauspieler und andere zeitgenössische Prominente beteiligten sich an der Komödie. Darunter war u. a. auch Hark Bohm, für dessen Film Nordsee ist Mordsee er Musik geschrieben hatte. Aber Udo Lindenberg holte auch den schon beinahe vergessenen Eddie Constantine vor die Kamera, der hier noch einmal seine Paraderolle als „Lemmy Caution“ spielen durfte.

## Handlung
Die Geschichte beginnt damit, dass Udo Lindenberg nach einem erfolgreichen Konzert während einer rauschenden Poolparty mit reichlich Alkohol und leichten Damen von dubiosen Schattengestalten mit politischen Motiven entführt wird. Udos Manager (Fritz Rau als er selbst) beauftragt den Detektiv Coolman (oder Koolmann) damit, Udo zu finden, indem Konzertveranstalter Rau dem Ermittler eine Belohnung von 100.000 D-Mark in Aussicht stellt. Mithilfe von Lemmy Caution wird Udo Lindenberg befreit und schließlich zum Bundeskanzler gewählt. Sein Kabinett bildet er aus Mitgliedern seiner damaligen Bühnenshows.

## Produktionsnotizen
Der Schauspieler Walter Kohut erlitt während der Dreharbeiten am 14. Januar 1980 einen Kreislaufkollaps, fiel daraufhin ins Koma und starb wenige Monate darauf, ohne das Bewusstsein wiedererlangt zu haben.

## LP-Veröffentlichung
Begleitend zu dem Film erschien auch die gleichnamige LP mit zehn Titeln, die von Telefunken 2002 als CD noch einmal veröffentlicht wurde.